# Venétek (Gallia)
Az armoricai venétek egy ókori nép tagjai voltak, akik a mai Franciaország Bretagne tartományában éltek. A szerzők a kelták között sorolják fel őket. Legjelentősebb városuk és nagy valószínűséggel fővárosuk is egyben Darioritum volt (mai nevén Vannes), Ptolemaiosz földrajza szerint.
Tengerészettel, tengeri kereskedelemmel foglalkoztak az i. e. 5. század óta, amikor egy föníciai hajó Himilko vezetésével Bretagne-ig jutott. Közepes és nagy hajókat építettek, övék volt az atlanti partvidék legjelentősebb flottája. A Karthágóval kötött megállapodás alapján ónércet szállítottak az angliai Cornwallból és a Scilly-szigetekről a hispániai Galiciában lévő Vigo kikötőjébe. Rendszeresen járták az Atlanti-óceán és a La Manche vizeit. A venétek hajóit a gall háború során Iulius Caesar lefoglalta. 
Legjelentősebb városaik Dariorigum v. Venetae (ma Vannes, bretagne-i nyelven Guenet) és Selim (most Josselin) voltak. 